# إيفان بودوبني
إيفان ماكسيموفيتش بودوبني (الروسية: Ива́н Максимович Подду́бный)؛ (بالأوكرانية: Іва́н Максимович Підду́бний, رومنة: Ivan Maksymovych Piddubnyy)؛ 8 أكتوبر [بالتقويم القديم: 26 سبتمبر
] 1871 - 8 أغسطس 1949) هو مصارع محترف من الإمبراطورية الروسية والاتحاد السوفيتي.

## سيرة شخصية
ولد بودوبني في يوم يوحنا بن زبدي عام 1871 في عائلة من القوزاق الزابوروجيين في قرية كراسينيفكا، في مقاطعة زولوتونوشا (uyezd) من محافظة بولتافا في الإمبراطورية الروسية (حاليًا زولوتونوشا رايون في مقاطعة تشيركاسي، أوكرانيا ). كان وجوده في عائلة كبيرة يعاني من صعوبة في إعالتهم، لذلك اضطر إيفان إلى مغادرة منزل والده قبل أن يبلغ العشرين من عمره. عندما كان شابًا، عمل بودوبني كميكانيكي في موانئ سيفاستوبول وفيودوسيا لمدة سبع سنوات وحصل على لقب إيفان العظيم. في فيودوسيا، بدأ إيفان التدرب على استخدام كيتل بيل [الإنجليزية] وشارك في بعض معارك المصارعة. في وقت ما حوالي عام 1897 -1898، بدأ السفر بجولات في السيرك وقدم عروضه في البداية في سيفاستوبول ثم في ساحات كييف لاحقًا.
في وقت ما من عام 1903، انضم بودوبني إلى نادي سانت بطرسبرغ الرياضي الذي شارك معه في بطولة العالم في موسكو وباريس. في عام 1905 أصبح بطل العالم في المصارعة في باريس وقام بعد ذلك بجولة في إيطاليا والجزائر وبلجيكا وبرلين وفاز ببطولة في نيس. في عام 1906، فاز بودوبني بكأس العالم مرتين أخريين في باريس وميلانو.

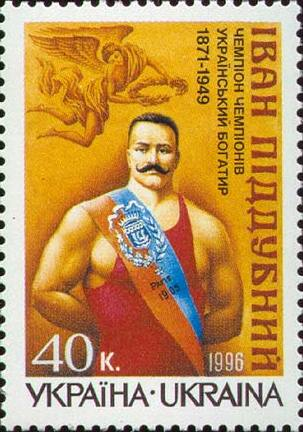
طابع أوكراني عليه صورته